# Пригорово
Пригорово — опустевшая деревня в Нюксенском районе Вологодской области. Входит в состав Городищенского сельского поселения, с точки зрения административно-территориального деления — в Космаревский сельсовет.
Упразднена 2 мая 2020 года.

## География
Село находится вблизи р. Городишна, в лесной местности.
Уличная сеть отсутствует.
Географическое положение
Расстояние до районного центра Нюксеницы по автодороге — 43 км.

## Население
| 2010 |
| ---- |
| 0    |

По данным переписи в 2002 году постоянного населения не было.